# Marcia Furnilla
Marcia Furnilla was een welgestelde Romeinse vrouw uit de 1e eeuw. Ze was de tweede en laatste vrouw van Titus.

## Familie
Marcia Furnilla was lid van een welgestelde familie. Ze kwam uit de Gens Marcia, die claimde nazaten te zijn van koning Ancus Marcius. Ze was een dochter van Quintus Marcius Barea Sura en Antonia Furnilla. Haar zus was Marcia, de moeder van Ulpia Marciana en de beroemde keizer Trajanus. Haar vader was een vriend van keizer Vespasianus en haar oom was Quintus Marcius Barea Soranus, en haar tante Marcia Servilia Sorana. Haar grootvader Quintus Marcius Barea was consul suffectus in 26 en Proconsul van de provincia  Africa.

## Antieke bron
- Suetonius, Titus 4.